# Championnats panaméricains juniors d'athlétisme 2009
Navigation
Champ. panaméricains juniors 2007 Champ. panaméricains juniors 2011
Les 15es Championnats panaméricains juniors d'athlétisme ont eu lieu à Port-d'Espagne à Trinité-et-Tobago, du 31 juillet au 2 août 2009.

## Hommes
| Épreuve | Or                                                                     | Or                | Argent                                                                          | Argent           | Bronze                                                               | Bronze            |
| --- | ---------------------------------------------------------------------- | ----------------- | ------------------------------------------------------------------------------- | ---------------- | -------------------------------------------------------------------- | ----------------- |
| 100 m Vent: +0,7 m/s | Marcus Rowland États-Unis                                              | 10 s 03 PB WJL CR | D'Angelo Cherry États-Unis                                                      | 10 s 17          | Diego Cavalcanti Brésil                                              | 10 s 30 PB        |
| 200 m Vent: +1,4 m/s | Nickel Ashmeade Jamaïque                                               | 20 s 40 PB        | Keyth Talley États-Unis                                                         | 20 s 78 PB       | Ramone McKenzie Jamaïque                                             | 20 s 79           |
| 400 m | Kirani James Grenade                                                   | 45 s 43           | Tavaris Tate États-Unis                                                         | 45 s 50          | Rondell Bartholomew Grenade                                          | 46 s 61           |
| 800 m | Raidel Acea Morales Cuba                                               | 1 min 48 s 09     | Gavyn Nero Trinité-et-Tobago                                                    | 1 min 48 s 90    | Joseph Abbot États-Unis                                              | 1 min 48 s 99     |
| 1 500 m | Mac Fleet États-Unis                                                   | 3 min 48 s 04     | Jeremy Rae Canada                                                               | 3 min 48 s 29    | Ivan Lopez Chili                                                     | 3 min 48 s 45     |
| 5 000 m | Mohammed Ahmed Canada                                                  | 14 min 12 s 11 PB | Sean Keveren États-Unis                                                         | 14 min 14 s 46   | Colby Lowe États-Unis                                                | 14 min 14 s 57    |
| 10 000 m | Victor Aravena Chili                                                   | 31 min 01 s 70    | Ederson Pereira Brésil                                                          | 31 min 20 s 38   | Parker Stinson États-Unis                                            | 31 min 48 s 35    |
| 110 m haies Vent: +2,0 m/s | Wayne Davis États-Unis                                                 | 13 s 08 WJR CR    | Booker Nunley États-Unis                                                        | 13 s 32          | Shane Brathwaite Barbade                                             | 13 s 41           |
| 400 m haies | William Wynne États-Unis                                               | 49 s 31 PB        | Jehue Gordon Trinité-et-Tobago                                                  | 50 s 08          | Reggie Wyatt États-Unis                                              | 50 s 61           |
| 3000 m steeple | Mattias Wolter Canada                                                  | 9 min 05 s 28     | Sean Soderman États-Unis                                                        | 9 min 10 s 75    | Derlys Ra Ayala Sanchez Paraguay                                     | 9 min 14 s 77     |
| 4 × 100 m | États-Unis Keyth Talley D'Angelo Cherry Trevante Rhodes Marcus Rowland | 39 s 06 WJL       | Brésil Gustavo Santos Eric De Jesus Diego Cavalcanti Jefferson Liberato Lucindo | 39 s 64 =NJR     | Jamaïque Deuce Carter Ramone McKenzie Nickel Ashmeade Dexter Lee     | 40 s 06           |
| 4 × 400 m | États-Unis Clayton Parros Duane Walker Joey Hughes Tavaris Tate        | 3 min 03 s 25 WJL | Trinité-et-Tobago Jevon Matthew Deon Lendore Kevin Haynes Jehue Gordon          | 3 min 07 s 70 SB | Canada Michael Trnkus Gabriel El Hanbli Andre Hamilton Rohan Stewart | 3 min 09 s 05 NJR |
| Saut en hauteur | Derek Drouin Canada                                                    | 2,27 m PB         | Erik Kynard États-Unis                                                          | 2,10 m           | Edgar Alejandro Rivera Mexique                                       | 2,10 m            |
| Saut à la perche | Jack Whitt États-Unis                                                  | 5,20 m            | Michael Arnold États-Unis                                                       | 5,10 m           | K'Don Samuels Jamaïque                                               | 4,85 m            |
| Saut en longueur | Jhamal Bowen Panama                                                    | 7,89 m            | Marquise Goodwin États-Unis                                                     | 7,85 m           | Lourival Almeida Neto Brésil                                         | 7,66 m            |
| Triple saut | William Claye États-Unis                                               | 16,57 m           | Jean Rosa Brésil                                                                | 16,03 m          | Albert Johnson États-Unis                                            | 15,89 m           |
| Lancer du poids | Mason Finley États-Unis                                                | 20,36 m PB        | Jordan Clarke États-Unis                                                        | 19,97 m          | Tim Nedow Canada                                                     | 19,00 m           |
| Lancer du disque | Mason Finley États-Unis                                                | 65,34 m PB        | Quincy Wilson Trinité-et-Tobago                                                 | 57,90 m          | Traves Smikle Jamaïque                                               | 57,18 m           |
| Lancer du marteau | Reinier Mejias Cabrera Cuba                                            | 78,38 m PB        | Jean Rosario Porto Rico                                                         | 71,70 m          | Justin Welch États-Unis                                              | 68,22 m           |
| Lancer du javelot | Braian Toledo Argentine                                                | 69,84 m           | Samuel Crouser États-Unis                                                       | 67,90 m          | Matthew Byers États-Unis                                             | 65,83 m           |
| Décathlon | Curtis Beach États-Unis                                                | 7 377 pts         | Gray Horn États-Unis                                                            | 6 982 pts        | Taylor Corney Canada                                                 | 6 764 pts         |
| 10 000 m marche | Pedro Daniel Gomez Mexique                                             | 42 min 19 s 56    | Caio Bonfim Brésil                                                              | 42 min 43 s 58   | Giovanni Torres Mexique                                              | 42 min 46 s 89    |
| Records et Performances - AR : Record continental (area record) - CR : Record des championnats (championship record) - MR : Record du meeting (meet record) - NR : Record national (national record) - OR : Record olympique (olympic record) - PR : Record paralympique (paralympic record) - PB : Record personnel (personal best) - SB : Meilleure performance personnelle de la saison (season's best) - WL : Meilleure performance mondiale de l'année (world leader) - WJR : Record du monde junior (world junior record) - WR : Record du monde (world record) Circonstances et Conditions - DNF : N'a pas terminé (did not finish) - DNS : N'a pas pris le départ (did not start) - DQ : Disqualification (disqualification) - NM : Aucun essai valable enregistré (No Mark) - Q : Qualifié « directement » au prochain tour (ou à la prochaine compétition), lors d'une compétition majeure, grâce au classement ou à la réalisation des minima (automatic qualifier) - q : Qualifié au prochain tour (ou à la prochaine compétition), lors d'une compétition majeure, grâce au repêchage ou à la réalisation de l'une des meilleures performances parmi celles des « non qualifiés directement » (grâce au meilleur temps ou à la meilleure distance par exemple) (secondary qualifier) |                                                                        |                   |                                                                                 |                  |                                                                      |                   |

## Femmes
| Épreuve | Or                                                                        | Or                | Argent                                                          | Argent         | Bronze                                                                | Bronze         |
| --- | ------------------------------------------------------------------------- | ----------------- | --------------------------------------------------------------- | -------------- | --------------------------------------------------------------------- | -------------- |
| 100 m Vent: 0,8 m/s | Chalonda Goodman États-Unis                                               | 11 s 22 CR PB     | Amber Purvis États-Unis                                         | 11 s 38        | Jura Levy Jamaïque                                                    | 11 s 51        |
| 200 m Vent: 1,3 m/s | Chalonda Goodman États-Unis                                               | 23 s 08           | Tasha Allen États-Unis                                          | 23 s 51        | Jura Levy Jamaïque                                                    | 23 s 93        |
| 400 m | Jenifer Padilla Colombie                                                  | 53 s 60           | Alejandra Cherizola Mexique                                     | 53 s 81        | Jodi-Ann Muir Jamaïque                                                | 53 s 93        |
| 800 m | Rose Mar Almanza Blanco Cuba                                              | 2 min 03 s 83     | Chanelle Price États-Unis                                       | 2 min 05 s 13  | Helen Crofts Canada                                                   | 2 min 05 s 19  |
| 1 500 m | Jordan Hasay États-Unis                                                   | 4 min 26 s 26     | Laura Esther Galvan Mexique                                     | 4 min 30 s 72  | Taylor Wallace États-Unis                                             | 4 min 31 s 76  |
| 3 000 m | Laura Esther Galvan Mexique                                               | 10 min 02 s 32    | Julieta Bautista Mexique                                        | 10 min 02 s 66 | Elizabeth Hynes États-Unis                                            | 10 min 04 s 92 |
| 5 000 m | Sarah Andrews États-Unis                                                  | 16 min 42 s 38    | Aisling Cuffie États-Unis                                       | 16 min 47 s 45 | Julieta Bautista Mexique                                              | 17 min 04 s 91 |
| 100 m haies Vent: 2,2 m/s | Shermaine Williams Jamaïque                                               | 13 s 22           | Rosemarie Carty Jamaïque                                        | 13 s 34        | Raven Clay États-Unis                                                 | 13 s 44        |
| 400 m haies | Nikita Tracey Jamaïque                                                    | 57 s 82           | Dalilah Muhammad États-Unis                                     | 58 s 42        | Danielle Dowie Jamaïque                                               | 58 s 92        |
| 3000 m steeple | Yoslin Ocampo Bueno Cuba                                                  | 10 min 32 s 38    | Florencia Borelli Argentine                                     | 10 min 40 s 46 | Jessica Furlan Canada                                                 | 10 min 56 s 22 |
| 4 × 100 m | États-Unis Jessica Davis Amber Purvis Tasha Allen Chalonda Goodman        | 44 s 09           | Jamaïque Audrea Segree Antonique Campbell Gayon Evans Jura Levy | 44 s 96        | Trinité-et-Tobago Kirlene Roberts Kai Selvon Deborah John Nyoka Giles | 45 s 38        |
| 4 × 400 m | États-Unis Alishea Usery Angele Cooper Kellie Schueler Diamond Richardson | 3 min 36 s 34     | Jamaïque Jodi-Ann Muir Amoy Blake Danielle Dowie Nikita Tracey  | 3 min 37 s 65  | Bahamas Rashan Brown Katrina Seymour Katarina Smith Shaunae Miller    | 3 min 42 s 17  |
| Saut en hauteur | Maya Pressley États-Unis                                                  | 1,76 m            | Krystle Schade États-Unis                                       | 1,76 m         | Michelle Theophille Canada                                            | 1,76 m         |
| Saut à la perche | Natalie Willer États-Unis                                                 | 4,30 m PB         | Shade Weygandt États-Unis                                       | 4,25 m         | Arian Beaumont-Courteau Canada                                        | 4,00 m         |
| Saut en longueur | Alitta Boyd États-Unis                                                    | 6,08 m            | Christabel Nettey Canada                                        | 6,05 m         | Lauryn Newson États-Unis                                              | 5,98 m         |
| Triple saut | Dainn Alcantara Pacheco Cuba                                              | 13,17 m           | Alitta Boyd États-Unis                                          | 12,94 m        | Yudelsy Gonzalez Venezuela                                            | 12,76 m        |
| Lancer du poids | Anastasia Jelmini États-Unis                                              | 16,37 m           | Julie Labonte Canada                                            | 16,29 m        | Geisa Arcanjo Brésil                                                  | 15,69 m        |
| Lancer du disque | Andressa Morais Brésil                                                    | 55,28 m           | Anastasia Jelmini États-Unis                                    | 54,91 m        | Erin Pendleton États-Unis                                             | 48,01 m        |
| Lancer du marteau | Yenislei Fors Carnonell Cuba                                              | 63,92 m           | Andressa Morais Brésil                                          | 55,01 m        | Elizabeth Rohl États-Unis                                             | 54,24 m        |
| Lancer du javelot | Maria Lucelly Murillo Colombie                                            | 51,76 m           | Rafaela Goncalves Brésil                                        | 47,47 m        | Jucilene Lima Brésil                                                  | 47,10 m        |
| Heptathlon | Vanessa Spinola Brésil                                                    | 5 574 pts PB      | Ryann Krais États-Unis                                          | 5 454 pts PB   | Cynthia Alves Brésil                                                  | 5 164 pts      |
| 10 000 m marche | Erandi Magdalena Uribe Mexique                                            | 50 min 07 s 00 PB | Maria Del Pilar Rayo Colombie                                   | 50 min 23 s 60 | Angie Paola Pineda Colombie                                           | 50 min 36 s 40 |
| Records et Performances - AR : Record continental (area record) - CR : Record des championnats (championship record) - MR : Record du meeting (meet record) - NR : Record national (national record) - OR : Record olympique (olympic record) - PR : Record paralympique (paralympic record) - PB : Record personnel (personal best) - SB : Meilleure performance personnelle de la saison (season's best) - WL : Meilleure performance mondiale de l'année (world leader) - WJR : Record du monde junior (world junior record) - WR : Record du monde (world record) Circonstances et Conditions - DNF : N'a pas terminé (did not finish) - DNS : N'a pas pris le départ (did not start) - DQ : Disqualification (disqualification) - NM : Aucun essai valable enregistré (No Mark) - Q : Qualifié « directement » au prochain tour (ou à la prochaine compétition), lors d'une compétition majeure, grâce au classement ou à la réalisation des minima (automatic qualifier) - q : Qualifié au prochain tour (ou à la prochaine compétition), lors d'une compétition majeure, grâce au repêchage ou à la réalisation de l'une des meilleures performances parmi celles des « non qualifiés directement » (grâce au meilleur temps ou à la meilleure distance par exemple) (secondary qualifier) |                                                                           |                   |                                                                 |                |                                                                       |                |